# RIU Hotels
RIU Hotels är en spansk hotellkedja med huvudkontor på Mallorca i Spanien.
Företaget grundades 1953 av Riu-familjen som ett litet semesterföretag och ägs fortfarande av familjens tredje generation. Med invigningen av sitt första stadshotell under 2010, skapade RIU en ny produktserie med stadshotell som inriktning som heter RIU Plaza.
Riu Hotels & Resorts har fler än 100 hotell i 19 länder med 21 500 anställda och över 3 miljoner besökare per år. RIU är för närvarande världens 27:e största hotellkedja (enligt tidningen HOTELS år 2010), och den fjärde största i Spanien.